# Arnold Schönberg
Arnold Schönberg, avstrijski skladatelj, teoretik in pedagog, * 13. september 1874, Dunaj, † 13. julij 1951, Los Angeles, ZDA.
Schönberg je najbolj poznan kot pionir med skladatelji, ki so ustvarjali atonalno in serialno glasbo. Pomemben je tudi kot glasbeni teoretik in vpliven glasbeni pedagog. 

## Življenjska pot
Schönberg je bil v veliki meri samouk, glasbeno se je izobraževal le pri skladatelju Alexandru Zemlinskem, ki je kasneje postal njegov svak. Pri dvajsetih letih se je preživljal kot orkestrator operet, »zase« pa je komponiral slušno zahtevnejše skladbe, kot je npr. godalni sekstet Ožarjena noč (Verklärte Nacht) iz leta 1899. To delo je kasneje v orkestrirani verziji postalo eno njegovih najbolj priljubljenih. Najvidnejša avstrijska skladatelja takratnega časa, Richard Strauss in Gustav Mahler sta mu bila naklonjena.
Poleti leta 1908, ko ga je zapustila žena Matilda in odšla z mladim avstrijskim slikarjem, Richardom Gerstlom, je skladatelj spremenil svoj komponistični slog. Med ženino odsotnostjo je napisal skladbo Nasloniš se ob svileno blazino (Du lehnest wider eine Silberweide), ki je bila prvo delo brez tonalne osnove.
Kasneje je začel z dodekafonskim postopkom kompozicije, ki je kasneje prerasel v serializem. To tehniko so prevzeli mnogi njegovi študenti, ki so sestavljali t. i. Drugo dunajsko šolo, predvsem Anton Webern, Alban Berg in Hanns Eisler. Kot pedagog in teoretik je Schönberg analiziral in prekomponiral mnogo del klasicističnih skladateljev, posebno Bacha, Mozarta, Beethovna in Brahmsa. Izdal je več teoretskih knjig, najbolj znana je Harmonirlehre (Teorija haronije).
Leta 1933 je zaradi razcveta nacizma emigriral v Pariz in kasneje v ZDA. Rojen kot Jud je leta 1898 sprejel Luteransko vero, leta 1933 pa ponovno judovsko. V ZDA je kratek čas poučeval na konservatoriju Malkin v Bostonu, kasneje pa še na Univerzi južne Kalifornije in na Kalifornijski univerzi v Los Angelesu. V tem obdobju je ustvaril mnogo pomembnih del, kot so: violinski koncert, op. 36 (1934/36), Kol Nidrei, op. 39, za zbor in orkester (1938), Odo Napoleonu, op. 41 (1942), klavirski koncert, op. 42 (1942) in svoj spomenik žrtvam holokavsta, Preživeli iz Varšave, op. 46 (1947). Opere Mojzes in Aron ni uspel dokončati (1932/33); to je bilo eno prvih del te vrste, napisano izključno v 12-tonski tehniki. Leta 1944 je dobil ameriško državljanstvo.
Schoenberg je bil tudi slikar s precejšnjo mero individualne slogovne razpoznavnosti. Njegove slike so tehnično in programsko dovolj dobre, da jih razstavljajo ob slikah Franza Marca ali Vasilija Kandinskega. Bil je tudi pisec pesmi in iger, poleg glasbenih esejev pa je pisal tudi o politiki in o socialnem (zgodovinskem) statusu judov.

## Numerološka organizacija kompozicij Arnolda Schönberga
Schönberg je vse življenje verjel v numerologijo in imel tridekafobijo, patološki strah pred številom 13. Rojen je bil 13. septembra 1874, zato se mu je število zdelo nesrečno. Njegovi rokopisi indicirajo izogibanje številu 13. V skladbi Dreimal tausend Jahre so označeni takti s števili 11, 12, 12a, 14. Stran 13 v partituri violinskega koncerta ima številne komentarje, ki izpričujejo težave pri pisanju te strani. Prepričan je bil, da bo umrl star 67 let (6+7=13), vendar je živel do 13. julija 1951, anekdota pravi, da je Schönberg vstal iz postelje in rekel »harmonija«, malo preden je umrl 13 minut pred polnočjo.

### Tema z variacijami za pihalni orkester
Schönbergova natančnost, ki se je kazala tudi kot fanatizem v zvezi z njegovimi metronomskimi oznakami, je bila delno povezan z njegovo obsesijo z numerologijo, ki je bila dokumentirana v številnih biografskih študijah. Njegovo zanimanje za numeriko je največkrat navedeno v zvezi z letom 1943 in njegovo Temo z variacijami za pihalni orkester, op. 43a (verzija za simfonični orkester je op. 43b). 
 Za to kompozicijo je pomembno število 7. Tema je zaporedje sedmih tonov. Sledi sedem variacij. Tema in prvih šest variacij imajo (vsaka) število taktov, ki je deljivo s sedem. Oznaka za tempo teme, variacij I., VI., VII. In finala je = 84, (127). Vsota cifer 4 in 3, ki jih predstavljata številka opusa in leto nastanka, je sedem. Malo je verjetno, da bi bile lahko te številčne podobnosti naključne ali nezavedne. Schönbergov analitičen in precizen način komponiranja je bil postavljati vsako noto in vsako harmonijo na točno določeno mesto iz točno določenega razloga. V svojih delih je uporabljal izbrano numerologijo. V zgodnjem rokopisu Pesmi brez besed (Lied ohne Worte) navaja numerološko postavitev taktov v mejah notnega črtovja. Po trditvah Colina Sterna (vir št. 1) je to dokaz, da se je Schönberg zanimal za numerološka pravila in jih tudi uporabljal v svojih skladbah, uporabljal pa naj bi številčno abecedo, prikazano v tabeli. 
Zanj najbolj pomembna števila naj bi bila 1, 3, 7, 11, 22, 13. Vse številčne vrednosti besed so vsota, ki jo s pomočjo redukcije (ponovnega seštevanja cifer) dobimo kot neko simbolično število. 
Številčna vrednost skladatljevega imena:
- Arnold Schönberg (28+46=74=11)
- Arnold Schoenberg (28+51=79=7)

### Pierrot Lunaire (Mondestrunken) op. 21 - pomembnost števil 3, 7, 11 in 21
Pierrot Lunaire je francosko ime v sicer nemškem naslovu. Prva črka v imenu Pierrot ima vrednost 7. Skupna številska vrednost besede je 11.  Besedi Pierrot in Lunaire imata vsaka po 7 črk. Skupna številska vrednost je 1. Pierrot je prvič poklican po imenu v tretji pesmi Der Dandy, v 21. taktu. Uporabljenih je »Tri krat sedem pesmi« 37 = 21 = 2 + 1 = 3, vsaka pesmica ima 13 verzov (nesrečna številka). Opus 21 (=3); glasbeno-instrumentalna zasedba zahteva 7 izvajalcev na odru: pet instrumentalistov, pevca in dirigenta: (5+1+1 = 7). Vsi instrumenti se pojavijo skupaj v šesti pesmi v taktu št. 21.

## Pomembnejša dela
- Ožarjena noč, (Verklärte Nacht) za godalni sekstet (1899)
- Gurre-Lieder za soliste, zbor in orkester (besedilo: Jens Peter Jacobsen,1900-1901, 1913)
- Komorna simfonija št. 1, Kammersymphonie, op. 9 (1906)
- Kvartet št. 2 Fis mol (s sopranom), op. 10 (1907)
- 5 skladb za orkester, op. 16 (1909)
- 6 malih klavirskih skladb, op. 19 za klavir solo (1911)
- Pierrot Lunaire op. 21, besedilo: Albert Giraud (1912)
- Mojzes in Aron (1930/32, nedokončana opera)
- Suita za klavir, op. 25 (1921/23)
- Violinski koncert, op. 36 (1936)
- Komorna simfonija št. 1, op. 38 (1909/39)
- Klavirski koncert, op. 42 (1942)
- Preživeli iz Varšave, op. 46 (1947)